# Medicina fisica e riabilitativa
La medicina fisica e riabilitativa, conosciuta anche come fisiatria, si riferisce alla branca della medicina che si occupa della prevenzione, diagnosi, terapia e riabilitazione della disabilità conseguente a varie malattie invalidanti, congenite o acquisite. Si tratta soprattutto di malattie che comportano una limitazione dell'attività e restrizione della partecipazione alla vita attiva, attraverso la riduzione delle funzioni motorie, cognitive, emotive e relazionali.
Gli ambiti di trattamento sono vasti e proteiformi: lo specialista prende in carico la disabilità causata dalle diverse affezioni patologiche e/o dal dolore e possiede competenze specifiche in ambito neuromuscolare, osteoarticolare, cognitivo-relazionale, biomeccanico-ergonomico e psicologico. A queste ultime associa conoscenze per la gestione delle problematiche funzionali cardiovascolari, respiratorie, uro-ginecologiche, metaboliche e nutrizionali; non ultima la gestione del dolore.
In Italia, per ottenere il titolo di specialista in medicina fisica e riabilitativa è necessario, previo possesso della laurea magistrale specialistica in Medicina e Chirurgia e dell'abilitazione professionale di medico-chirurgo, l'aver ottenuto il diploma di specializzazione frequentando la relativa scuola quadriennale universitaria post lauream (a numero chiuso con ammissione a graduatoria nazionale).
Il medico specialista in medicina fisica e riabilitativa è il fisiatra, che può operare in autonomia o in équipe con altre figure mediche (l'ortopedico, il neurologo, il medico di medicina generale, il pediatra, il neuropsichiatra infantile, l'otorinolaringoiatra, il reumatologo) o non mediche (lo psicologo, il chinesiologo, il terapista occupazionale, il podologo, il fisioterapista, il logopedista, il terapista della neuro e psicomotricità dell'età evolutiva, il neuropsicologo, il tecnico ortopedico, il tecnico di neurofisiopatologia, l'educatore professionale, l'infermiere).
All'interno di una équipe riabilitativa egli è il garante del processo riabilitativo e della continuità assistenziale tra i vari contesti riabilitativi; elabora il progetto riabilitativo individuale (il piano degli obiettivi a breve, medio e lungo termine che ci si prefigge di raggiungere per il paziente) nonché il programma riabilitativo individuale (concordando, a seconda dei casi e delle necessità dell'individuo, le specifiche con altre figure professionali già menzionate).

## Storia
Il termine di Physiatry (Fisiatria) è stato coniato nel 1938 dal dottor Frank H. Krusen, medico americano che può essere considerato "il padre della Medicina Fisica". Egli infatti era un profondo conoscitore della terapia fisica (ad esempio l'idroterapia, la diatermia, gli ultrasuoni e la stimolazione elettrica). Un altro medico americano, il dottor Howard A. Rusk può essere definito come il "fondatore della medicina riabilitativa": egli infatti si dedicò con impegno durante la seconda guerra mondiale alla riabilitazione dei pazienti feriti in guerra.
Le due discipline vennero poi congiunte creando così la branca medica Physical Medicine and Rehabilitation.
Nel 1947 Krusen, Walter Zeiter e John Coulter (anche loro medici) proposero l'istituzione dell'"American Board of Physical Medicine and Rehabilitation". Nacquero così anche le scuole di specializzazione, che andarono via via diffondendosi. Negli anni successivi tale spinta arriva in Europa, che reagisce “a macchia di leopardo”: in alcuni Paesi (Francia, Belgio, Olanda, Italia e Spagna) la specialità nasce presto, mentre in altri giunge più tardi (Regno Unito, Germania, Austria, Grecia, Portogallo).

### Italia
La Società Italiana di Medicina Fisica e Riabilitazione venne costituita a Torino, nel 1958, da un gruppo di medici fisici torinesi, con la seguente finalità: riunire in una sola associazione scientifica, rigorosamente riservata ai laureati in medicina e chirurgia, tutti i medici fisici e riabilitatori italiani, offrendo loro la possibilità di presentarsi ufficialmente in sede nazionale e internazionale. Il Comitato Direttivo provvisorio della SIMFER, presieduto dal dottor M. Veglia, venne costituito dai dottori Fiandesio, Martini, Valobra e Vitali.
La collaborazione tra la SIMFER e le consorelle Società europee portò alla costituzione della Fédération Européenne de Médecine Physique et Réadapation, di cui la SIMFER fu membro fondatore.
Anche in Italia quindi vi fu la fusione tra le due società esistenti: si creò un’unica società. Merito, fra gli altri, dei dottori Dario Fiandesio e Silvano Boccardi. Si cercò quindi anche una dimensione internazionale, in particolare europea, che creò solidi legami tra le società scientifiche nazionali consorelle (merito fu anche dei dottori Giorgio Valobra e Amedeo Tonazzi).
Europa ed extra-UE
In Europa è attiva dal 2003 la società europea di Medicina Fisica e Riabilitativa (ex "European Federation of the PRM Societies" creata nel 1963).. La società raggruppa tutte le società del campo fisiatrico presenti in territorio europeo. A livello mondiale è attiva l'International Society of Physical Medicine and Rehabilitation (ISPRM), ovvero la società internazionale di medicina fisica e riabilitativa, costituita nel 1999 dal connubio tra l'International Rehabilitation Medicine Association (IRMA) e l'International Federation of Physical and Rehabilitation Medicine (IFPM&R)
La giornata internazionale del Fisiatra e della Fisiatria è il 15 novembre di ogni anno.

## Campi di intervento
Il fisiatra può lavorare in differenti contesti sanitari, inclusi reparti ospedalieri e ambulatori, o come consulente. Esercita sia in autonomia sia all'interno del team riabilitativo. La sua presenza può essere richiesta a vari gradi, dalle strutture per acuzie alle strutture di riabilitazione (primo, secondo e terzo livello).
Il suo ruolo è quello di migliorare le condizioni del paziente che causano la disabilità (sia essa minore o maggiore).
Tra i vari campi di intervento a cui la medicina fisica e riabilitativa si rivolge si annoverano:
Patologie muscolo-scheletriche: artrosi; esiti di fratture e di protesi articolari; problematiche muscolari; tendinopatie; distorsioni; dolori vertebrali (cervicalgia, dorsalgia, lombalgia e dolore sacro-iliaco); in questo ambito è praticata dal medico fisiatra la medicina manuale: utilizzando in primis una semeiotica ripetibile al fine di porre una corretta diagnosi medica, il fisiatra si avvale di terapie manuali per alleviare i disturbi dolorosi del soggetto, siano esse problematiche relative alla colonna vertebrale sia agli arti. Sempre riguardante questo tipo di patologie si inserisce la Fisiatria interventistica: disciplina di confine tra la riabilitazione e la chirurgia. Tradotta dall'inglese Interventional Physiatry (o "Spine Interventional Physiatry") si interessa del trattamento del dolore della colonna vertebrale e le radicolopatie. Tra le procedure si annoverano: blocchi nervosi, infiltrazioni intrarticolari, infiltrazioni epidurali, ablazione nervosa, cui si associano altre, come l’ossigeno ozonoterapia, l’agopuntura, la mesoterapia, la proloterapia.
Sempre inerenti alle patologie muscolo-scheletriche si ricordano le deformità del rachide: scoliosi, ipercifosi con valutazione e prescrizione di idonee ortesi e percorsi riabilitativi eventuali.
Patologie reumatologiche (artriti, fibromialgia, spondiloartriti, miopatie infiammatorie).
Neuroriabilitazione: ad esempio mielolesioni; cerebrolesioni; esiti di ictus; sclerosi multipla; Guillain-Barré; malattia di Parkinson; esiti di poliomielite. Nell'ultimo decennio, per i pazienti con disabilità legate a problemi neurologici, sono state sviluppate ricerche volte all'uso della tecnologia robotica (Robot-assisted Arm Therapy (RAT).
Riabilitazione oncologica: elaborazione di percorsi riabilitativi in esiti di tumore della mammella; neoplasie toraco-polmonari; del distretto testa-collo; uro-ginecologici; neoplasie dermatologiche; neoplasie intestinali; oncologia neurologica e ortopedica.
Riabilitazione cardiologica e respiratoria: in esiti di interventi cardiochirurgici e vascolari, esiti di infarto del miocardio; gestione riabilitativa della broncopneumopatia cronico-ostruttiva, dell'asma, delle bronchiectasie e delle patologie interstiziali polmonari.
Riabilitazione nel paziente anziano: prevenzione del rischio di cadute; esercizio terapeutico e coordinamento dell'attività fisica adattata.
Linfedema e patologie vascolari: diagnosi e terapia tramite linfodrenaggio manuale, terapia elastocompressiva ed esercizi decongestionanti; prescrizione di presidi per il trattamento di alcune patologie vascolari/flebologiche (calze elastiche) o guaine elastocompressive.
Prescrizione di ortesi e ausili: il fisiatra può effettuare la prescrizione di ausili (ad esempio la carrozzina) oppure ortesi (ad esempio tutori) per permettere al paziente di migliorare condizioni disabilitanti.
Mielolesioni: il medico specialista in fisiatria può coordinare strutture complesse come unità spinali ove persone con disabilità residua da lesione del midollo spinale vengono ricoverate per seguire un programma di intervento riabilitativo ad alta intensità di cura.
Cerebrolesioni: in conseguenza di gravi traumi cranici alcune realtà ospedaliere prevedono una struttura dedicata a questo tipo di pazienti ove il fisiatra presta le sue competenze sia in termini medici sia in termini riabilitativi.
Perineo e pavimento pelvico: diagnosi e trattamento dell'incontinenza urinaria e fecale; disfunzioni del pavimento pelvico post-partum; dolore pelvico cronico.
Riabilitazione del paziente sportivo: diagnosi e trattamento del paziente che ha subito infortuni in ambito sportivo; prescrizione di programmi di recupero funzionale; traumatologia dello sport; può svolgere il compito di team physician (medico di squadra). Il fisiatra può seguire l'atleta paralimpico.
Disturbi dell'equilibrio e vertigini: il fisiatra può essere utile nell'inquadramento di questo tipo di disturbi, proponendo o mettendo in atto pratiche volte alla cosiddetta rieducazione vestibolare per problematiche legate al disequilibrio, vertigini, capogiri.
Terapia antalgica e medicina del dolore: proposta di trattamenti farmacologici (prescrizione di farmaci antidolorifici come FANS, oppiacei), trattamenti seminvasivi (trattamenti infiltrativi ecoguidati) o non invasivi quali la terapia strumentale (Laser, TENS) e la medicina manuale con o senza esercizio terapeutico per contrastare le sindromi algiche tra cui si ricorda anche la complex regional pain syndrome.

### Riabilitazione ortopedica
Per riabilitazione ortopedica si intende l'attività volta al recupero fisico e funzionale della persona, dopo che le sue normali capacità sono diminuite a causa di patologie acute o post-acute.

### Robotica riabilitativa
La medicina riabilitativa si basa su dispositivi che guidano il movimento durante la terapia. 
Nel caso di lesioni al midollo spinale, è stato sperimentato con successo la rieducazione del sistema nervoso centrale, mediante un approccio che combina la stimolazione mediante speciali elettrodi dei muscoli del midollo con una neuroprotesi dello stesso impiantata con la robotica riabilitativa nel corpo del paziente. la neuroprotesi consiste in uno stimolatore del midollo osseo che fornisce una stimolazione elettrica epidurale biomimetica si attiva i neuroni motori in modo più efficiente rispetto a dispositivi tradizionali, imitando i segnali elettrici naturali dei nervi.

### Teleriabilitazione
In ambito ortopedico, la riabilitazione per un recupero funzionale può essere eseguita da remoto e a distanza con strumenti audiovisivi, con la collaborazione di un fisiatra o un fisioterapista che aiutano il paziente ad attuare un programma di esercizi teleguidati.